# 全缘叶风毛菊
全缘叶风毛菊（学名：Saussurea integrifolia）为菊科风毛菊属的植物。其种加词“integrifolia”意为“全缘叶的”。中国特有植物。分布在中国大陆的四川等地，生长于海拔2,000米至3,200米的地区，常生长在山坡草地、山谷灌丛边及山坡路边，目前尚未由人工引种栽培。